# Calção

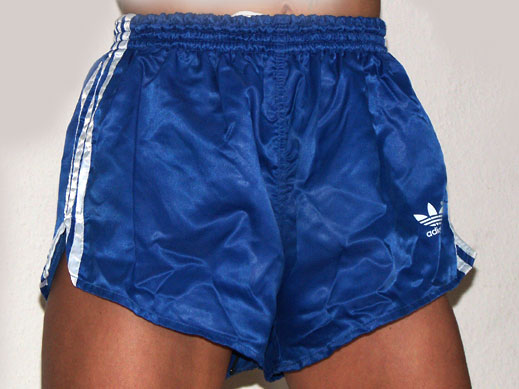
Modelo de calção macio e brilhante, muito popular na década de 80.

Calção, calções ou shorts (do inglês 'bermudas shorts'), é uma peça de roupa do vestuário tanto masculino quanto feminino, desprovido de bolsos, normalmente menor do que a bermuda e ajustado à cintura por um elástico e por um cordão (ou cadarço). Ia da cintura até às virilhas e hoje em dia parte abaixo da cintura e pode ir até ao meio da coxa ou aos joelhos.
Caracterizados pelo uso prático, sensualidade e por serem cômodos e frescos, são usados normalmente para a prática desportiva e tornaram-se bastante populares no Brasil como roupa casual ou como roupa de banho.
Inicialmente feitos de algodão, atualmente são fabricados também com fibras sintéticas como o náilon, a poliamida ou o poliéster.

## História

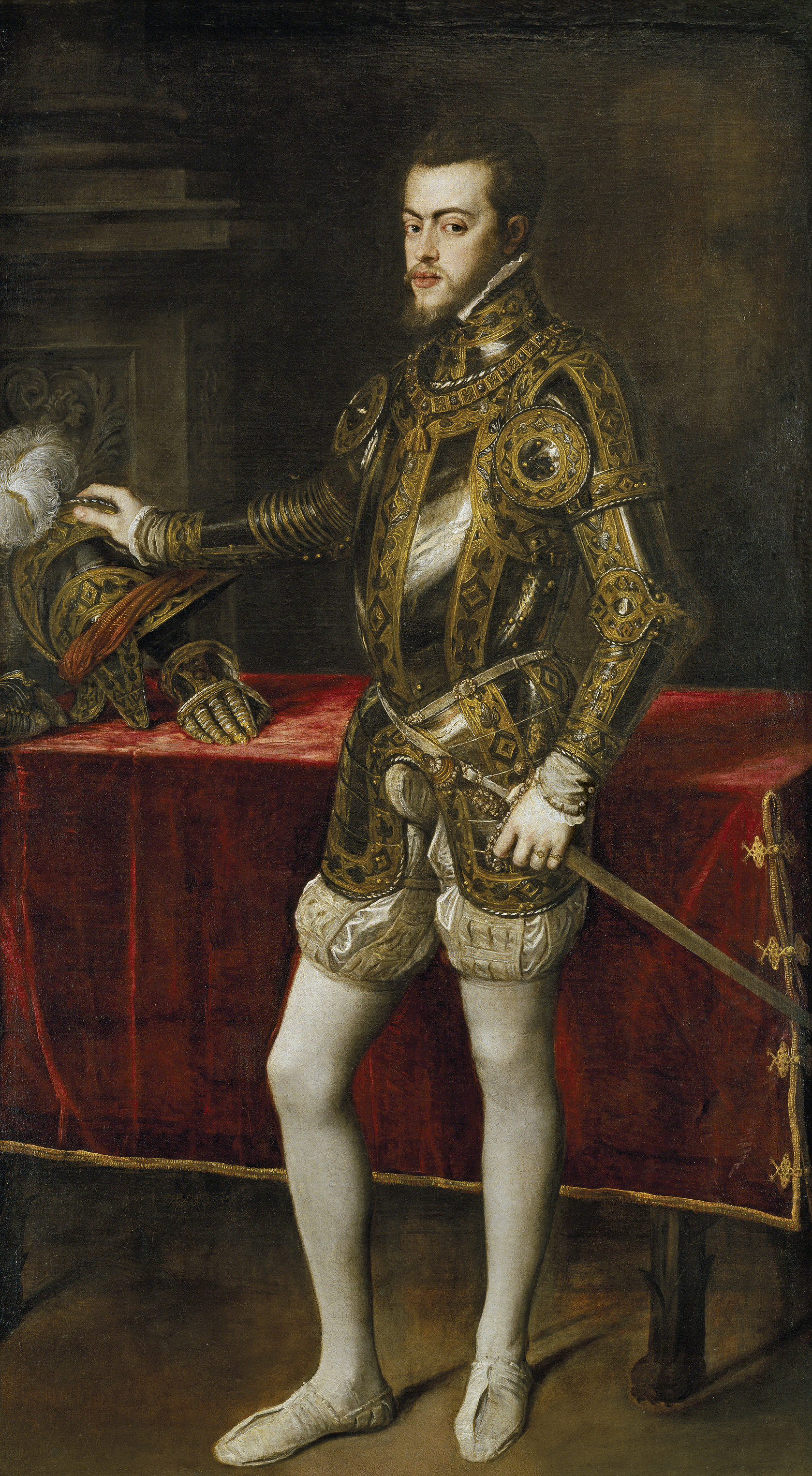
Felipe II, com calções sob a armadura.

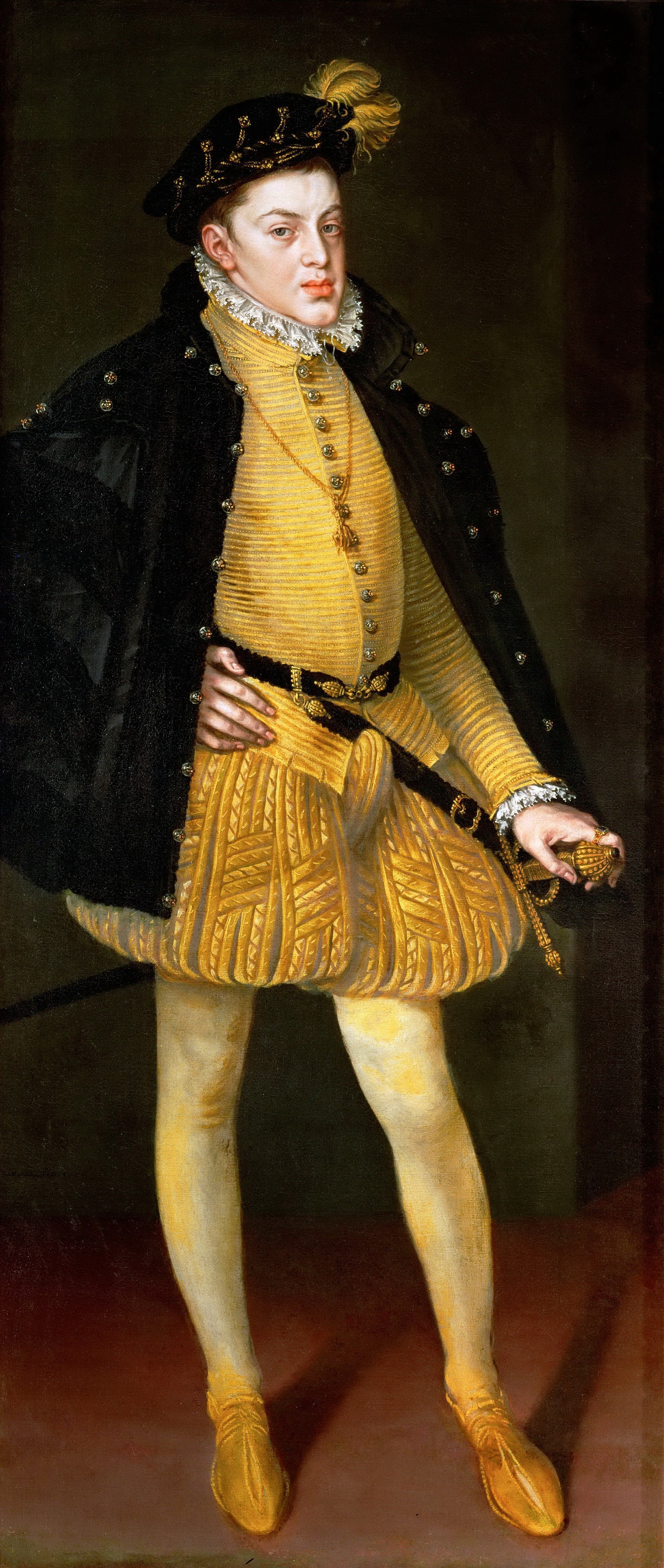
Príncipe das Astúrias com calção à moda lansquenete e braguilha em evidência.

O que conhecemos hoje por calção, com este nome, surgiu mesmo no século XX, mas no século XV, já havia algo entre a bermuda e o calção modernos comumente utilizados por homens da nobreza na Europa Ocidental e, posteriormente, nas Américas.

### Da Renascença à Revolução Francesa
Até a segunda metade do século XIV, indumentária feminina e masculina tinham basicamente a mesma estrutura e homens e mulheres, se diferenciavam pelo penteado e pelos acessórios. De meados do século XIV e por todo o século XV, as diferenças nas roupas foram se acentuando.
Até o século XV, as calças apertadas ao corpo usadas pelos homens até então diminuíram. A moda masculina foi tornando-se cada vez mais complexa e exuberante, ditada pelos reis de cada região. Surgiram, então, no século XVI, durante o período do Renascimento, os calções com cintura alta e que iam até os joelhos, seguidos de meias que cobriam toda a canela. Alguns eram feitos com forro estofado, tornando-se bufantes e podiam ou não ter a braguilha (codpiece) enfatizada. Esta braguilha já era utilizada em épocas anteriores e, com os calções, ganhou enchimento para dar destaque aos órgãos genitais e enfatizar a diferença entre os sexos.
No século XVII, os calções bufantes da Renascença foram aumentando e dando lugar a calções mais amplos e folgados na Europa. Esses "calções-saiotes" podiam ou não ter fitas presas por cima, à moda dos mercenários alemães conhecidos como lansquenetes.
. Os calções eram tão largos que se assemelhavam a saias e eram geralmente cobertos por gibões e casacos longos. A aparência dos homens nobres tendia ao triangular.

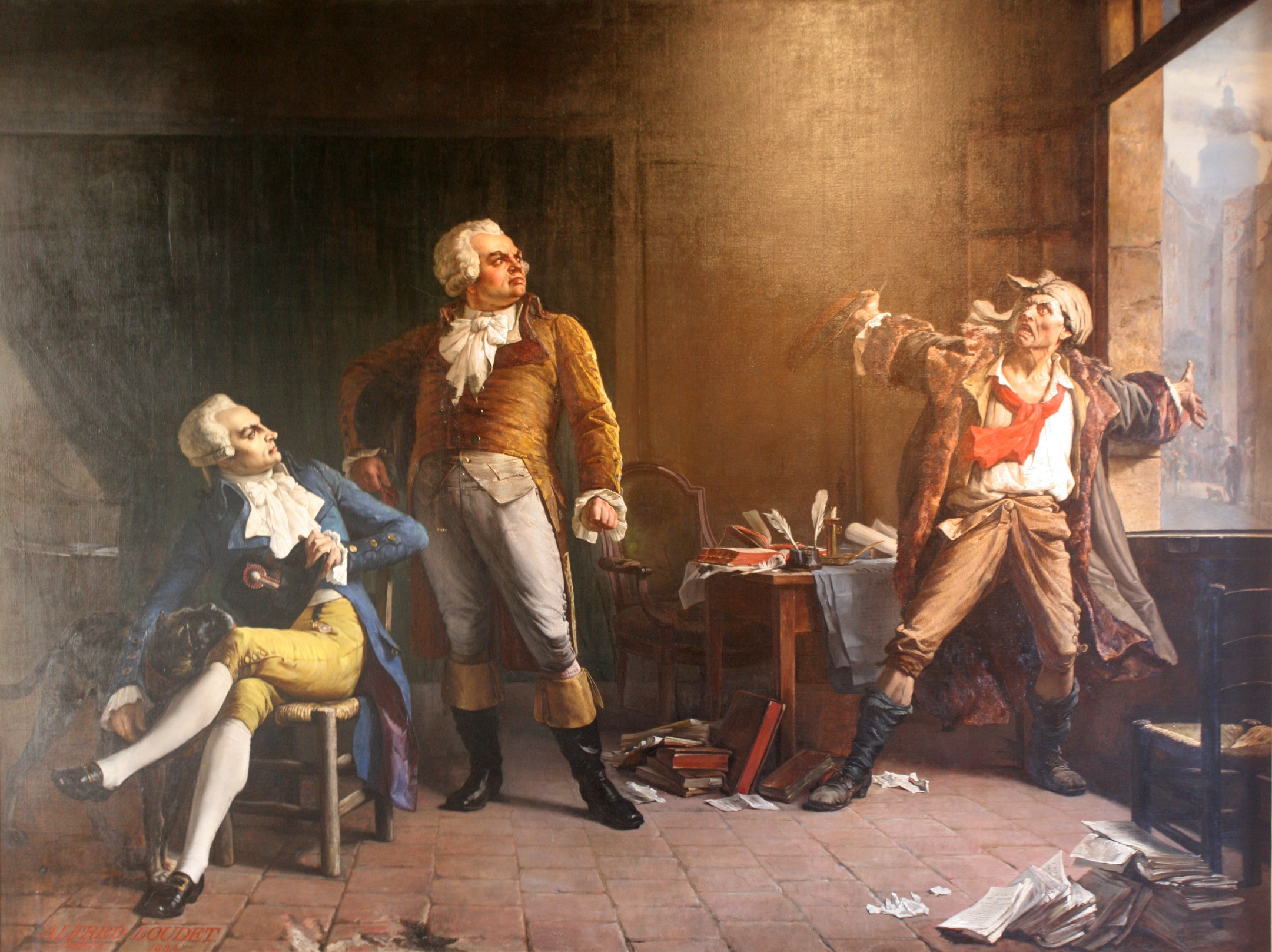
Os revolucionários franceses Robespierre e Danton, à esquerda, trajando o culote. À direita, Marat, à moda san culotte, prende as calças imitando calção. Quadro de Alfred Loudet, 1882.

Durante o XVIII, a moda masculina tendeu à simplificação, os calções masculinos tornaram-se mais simples e justos ao corpo, sem mais evidenciar a braguilha. O chamado culote, longilínio e enfatizando as coxas, era usado pela aristocracia em toda a Europa e também pela nobreza das Américas.
Durante reino de Luís XVI, no final do século XVII, este tipo de calção estava associado firmemente à monarquia absolutista, enquanto o povo não podia usá-lo devido às leis de vestuário que separavam as classes. Com o estouro da Revolução Francesa, os rebeldes daquele país passaram a se auto-intitular sans culottes ("sem-calções", em português), pois trajavam uma calça de algodão grosseiro, ao contrário dos calções de tecido fino e sedoso usados pela monarquia.
Com isso, um peça de roupa sintetizou, então, elementos sociais, políticos e econômicos de uma época e torna-se símbolo de uma revolução. O Decreto do Governo Revolucionário chegava a mencionar: "Nenhuma pessoa, de qualquer sexo, poderá obrigar nenhum cidadão a vestir-se de uma maneira determinada, sob pena de ser considerada e tratada como suspeita e perseguida como perturbadora da ordem pública." Os plebeus estavam, assim, livres para se vestirem como quisessem, sem serem obrigados por lei a se diferenciarem da nobreza.
Mesmo com o decreto, o calção culote continuou em voga e nobres após a Revolução. O imperador D. Pedro II, no Brasil, e o próprio Napoleão Bonaparte, imperador da França, trajavam esses calções.
No século XIX, as mulheres faziam uso de calções bufantes por baixo de túnicas para frequentar as praias.

### Século XX

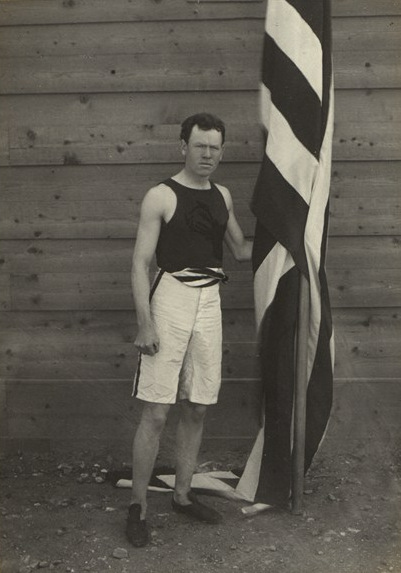
O calção no século XIX, usado por um campeão olímpico do salto triplo.

Folgados, justos ou soltos como saias, os calções eram usados, mas as pernas masculinas nunca ficavam à mostra a não ser em trajes de banho ou na prática de esportes. Os calções e as bermudas só ganharam seu lugar no espaço público, com as pernas à mostra, a partir do século XX. Os modelos, mais parecidos com as modernas bermudas, iam do alto da cintura até os joelhos. Em função de seu tamanho, eram conhecidos, em inglês, apenas como short pants , "calças curtas", em português.
Devido à praticidade da liberdade de movimentos, mas também ao puritanismo da época, os calções entraram no século XX como peças quase exclusivas dos trajes esportivos ou de banho. Apenas nas décadas posteriores o calção voltou a ser usado nas ruas.

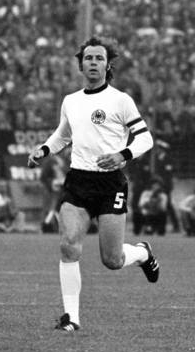
Franz Beckenbauer.

 A popularização mundial de esportes como o futebol e o rúgbi impulsionou o uso de shorts na esfera pública graças ao marketing esportivo de marcas como Adidas, Puma e Umbro. Durante a década de 70, os calções, especialmente os de futebol, passaram a ser encurtados, cobrindo apenas da linha do púbis ao fim dos glúteos e ganharam uma sunga embutida para evitar a exposições dos órgãos sexuais. Nesta época, a fabricante de artigos esportivos Adidas e o jogador alemão Franz Beckenbauer fecharam contrato sem precedentes para um linha de uniformes de futebol que se associou ao nome do jogador. Estes novos calções brilhantes fizeram enorme sucesso.
Na década seguinte, os modelos ainda curtos, consolidaram-se como vestimenta do dia a dia, seja em casa, seja nas ruas. Fabricados com um pequeno bolso traseiro e de tecido de náilon (mas com sunga embutida ainda feita de algodão) esses modelos eram macios ao toque e reintroduziam o brilho no vestuário masculino. O uniforme esportivo tornou-se associado ao brilho e a maciez.
Ja na década de 90, outros tecidos vieram como o tactel e o poliéster e as cores passaram a ser mais cítricas e fluorescentes, seguindo a tendência da época. Do meio da década até o início dos anos 2000, os calções voltaram a ser feitos de náilon, aumentaram seu comprimento até o meio das coxas e perderam a sunga embutida.
Hoje em dia há vários modelos de acordo com cada modalidade esportiva. O calção também é largamente utilizado, ao lado da bermuda e da sunga, como roupa de banho para homens. Nesse caso, é comumente usado com ou sem cueca ou por debaixo de um bermudão, fazendo as vezes de roupa íntima.
Os tecidos bastante brilhantes e macios da década de 80 deram lugar a tecidos menos brilhantes e mais maleáveis como o poliéster e a poliamida, para lamento de muitos fãs daquele tipo de calção sedoso, como o azul da foto acima.

### Roupa de banho
Nos trajes de banho, em fins do século XIX e início do século XX, homens usavam uma espécie de maiô ou um macação de duas duas peças: uma camiseta e um calção assemelhado a uma bermuda justa.
. A partir da década de 30 os macacões de banho passaram a ter uma regata que podia ser usada ou removida, deixando, pela primeira vez, o peito à mostra. A parte de baixo já ganhava contornos de uma sunga, apesar de ainda consistir em um calção com cinto.
Os calções foram encurtando, até o surgimento da sunga.

## Tipos de Calção

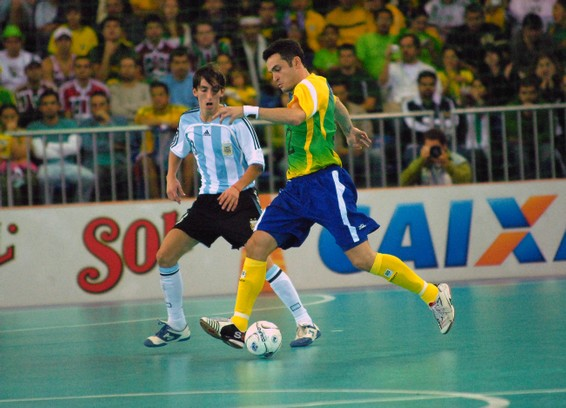
Jogadores do Brasil e da Argentina usando Calção de futsal opaco de poliamida.

Como peça básica de vários uniformes desportivos do século XX, o shorts varia em tamanhos e modelos, de acordo com cada modalidade esportiva. Alguns modelos passaram a integrar o vestuário casual e de banho masculino.

### Calção básico

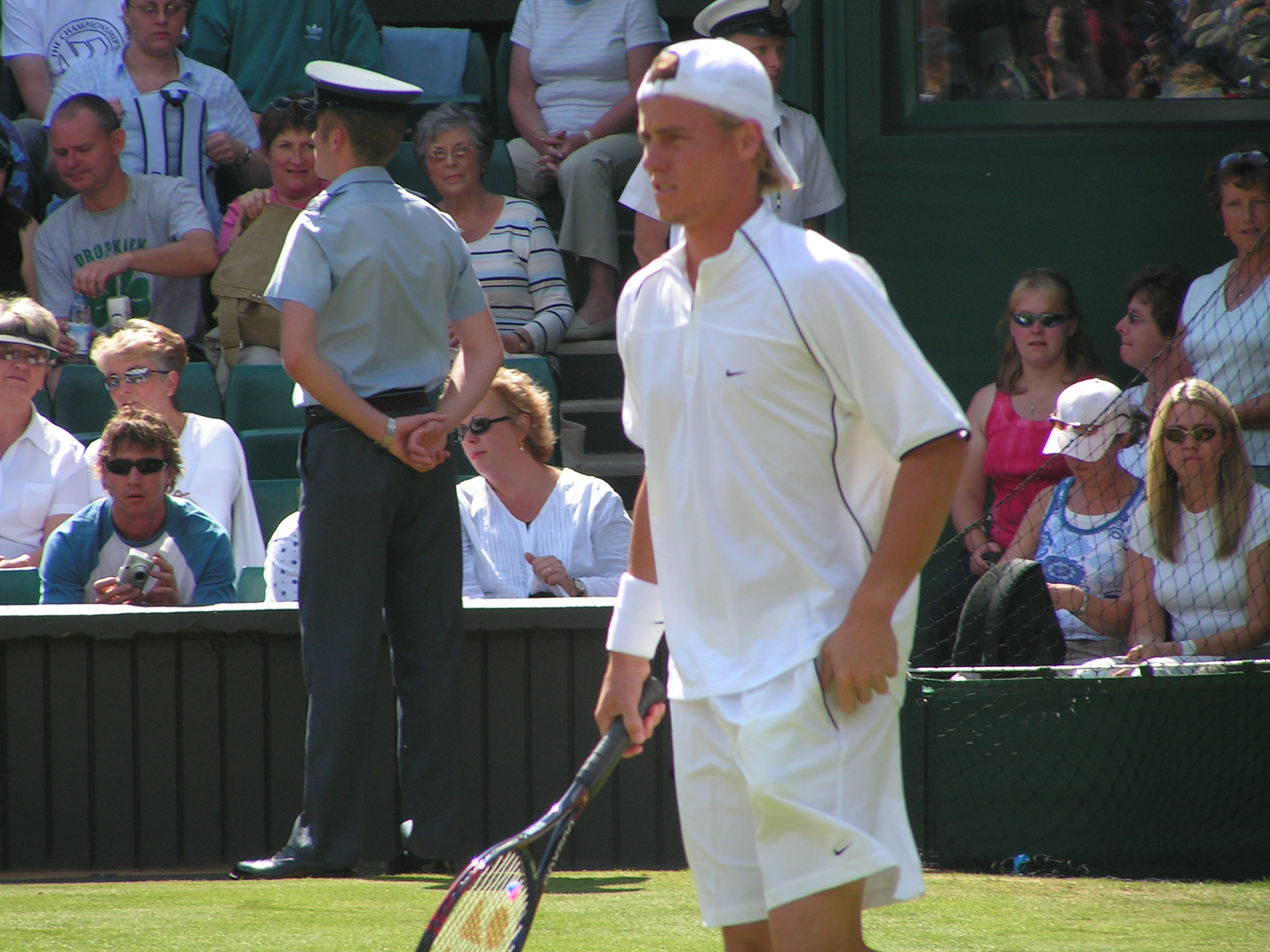
O australiano Lleyton Hewitt armazenando bolas no bolso lateral de seu calção.

O modelo mais comum é usado para a prática desportiva em geral, sendo parte dos uniformes de futebol, futsal, handebol, voleibol e, algumas vezes, vôlei de praia. O corte é mais quadrado e folgado e não possui sunga interna. Também não possui nenhum bolso. O comprimento pode variar do meio da coxa até a altura do joelho. É o modelo mais popular no Brasil, em função do futebol. Os tecidos mais usados, até poucos tempo, eram o náilon e a poliamida, que tem dado lugar ao poliéster nos últimos anos. 

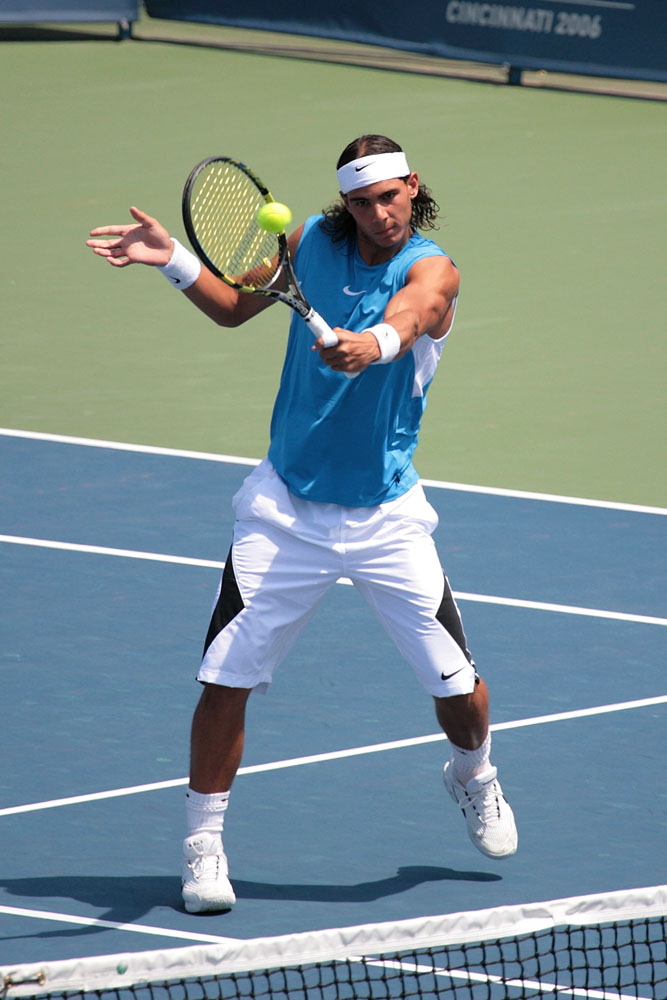
O espanhol Nadal usa calção longos, assemelhados à calça cápri.

### Calção de tênis
O calção de tênis apresentam grandes variações tamanho e corte, que variam muito de acordo com cada jogador ou com cada fabricante. Podem ser justos, com pernas mais alongadas, ou folgados. Os mais folgados possuem corte em V nas laterais para facilitar os movimentos do tenista. O tamanho têm variado de curto (acima dos joelhos) a longo (além deles). Diferencia-se do short básico de outras modalidades também por não possuir sunga embutida e por possuir bolsos laterais, que servem para armazenar as bolas durante a partida. Normalmente são confeccionados de uma mescla de matérias que permitem melhor transpiração do jogador.

### Calção de ginástica
Também curto como os modelos da década de 80, o shorts de Ginástica Artística (ou Olímpica, no Brasil), pode ou não ser brilhante. É parte obrigatória do uniforme masculino nos aparelhos Solo e Salto sobre a Mesa. Nos outros aparelhos é usada a calça. Parte logo abaixo abaixo da cintura e vai até o fim dos glúteos. Não possui sunga embutiba.

### Calção de rúgbi

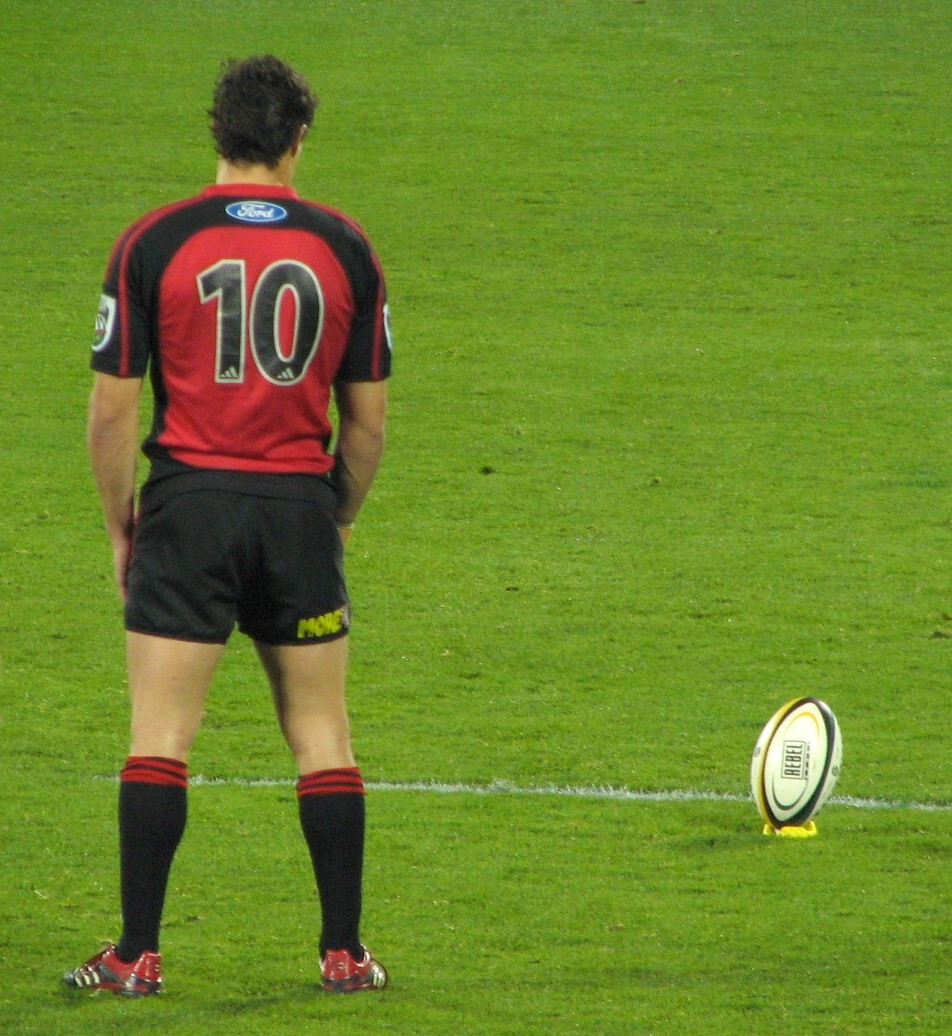
O calção quadrado e curto de rúgbi.

Calção curto, muito parecido com os modelos da década de 80, porém, com o corte mais quadrado. Seu tecido ainda é brilhante, sendo usado o náilon ou a poliamida. Não possui sunga costurada, pois os jogadores usam as chamadas "saqueiras" como roupa íntima durante o jogo. Tornou-se comum em países onde o esporte é popular, como Argentina, África do Sul, Nova Zelândia e Austrália.

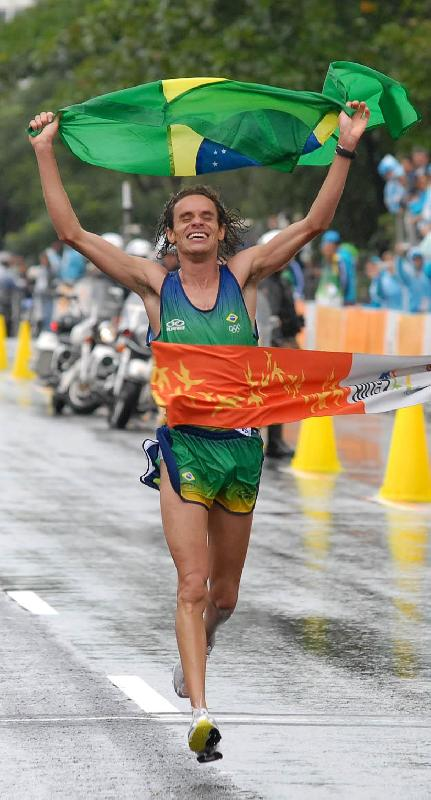
Corredor de maratona com calção maleável e cavado.

### Calção de corrida
Muito curto, usado normalmente à altura da cintura e não chegando ao meio das coxas.
O corte é folgado e mais cavado nas laterais e nas virilhas para permitir as passadas dos atletas. Isto também permite maior ventilação, favorecendo a secagem mais rápida do suor e da água que os atletas jogam em si durante as competições para se refrescar. Também em função disso, o tecido, apesar de resistente, é normalmente leve e de secagem rápida.
Possui sunga interna para evitar a exposição dos órgão genitais durante a prática desportiva.
Pode ser usado tanto por homens quanto mulheres, mas seu uso vem sendo substituído em competições pelo shorts de lycra.

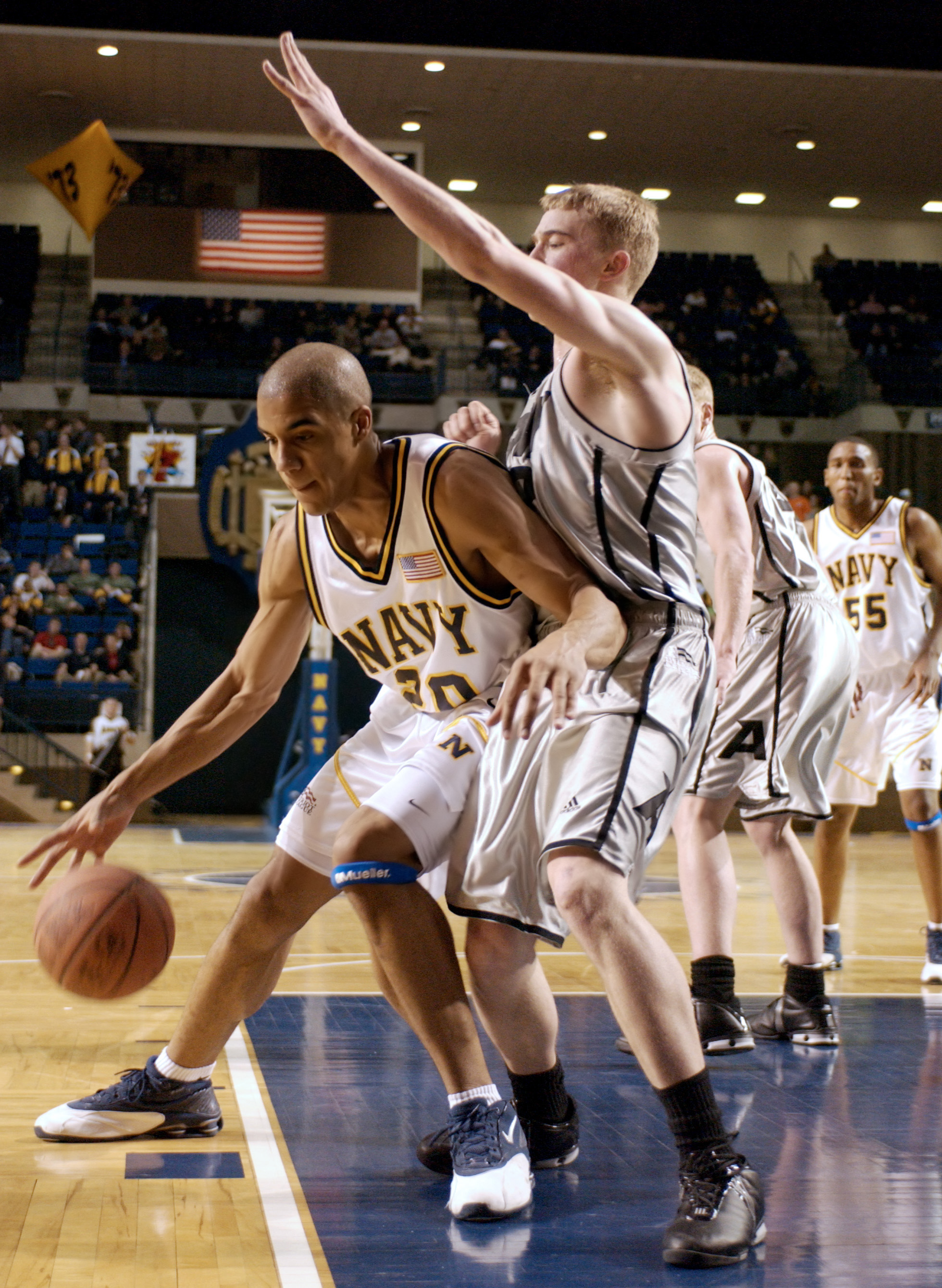
Os calção de basquete mantiveram o brilho, mas aumentaram muito em tamanho.

### Calção de basquete
Apesar de o termo "short" significar "curto" em inglês, os atuais calções de basquete são os de maior modelo. Seguindo a tendência da década de 80, chegou a ser curto, mas hoje em dia seu comprimento passa além do joelho. Alguns modelos norte-americanos mantiveram o corte curto mesmo na década de 1990, mas com um aumento no tamanho do elástico (parecido com o elástico dos shorte de boxe). Atualmente, todos os modelos são largos e soltos.
Ditado pela moda americana, onde o esporte é popular, o calção de basquete acompanhou a moda "baggy" (do inglês, "folgado") e da moda calça baixa,  tornando-se mais comprido e, consequentemente, mais largo para dar maior liberdade de passo. Na maioria dos modelos ainda permanece o brilho. Não possuem sunga interna.
Assim como o calção básico de outros esportes, bem parte do vestuário casual masculino, sendo mais utilizado principalmente pelos jovens.

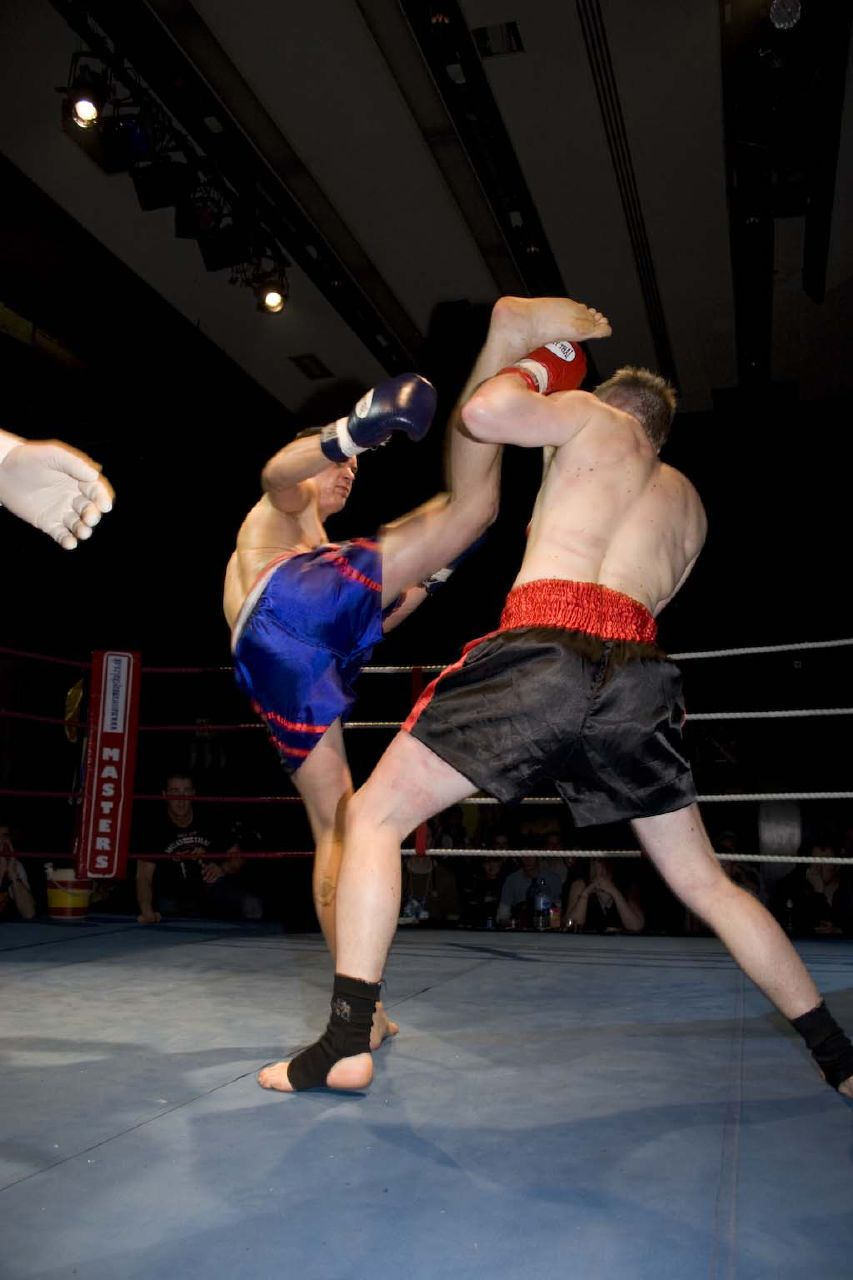
Lutadores usando calções de muay thai sedosos e brilhantes.

### Calção de boxe
Também mais largo e folgado, é preso acima da cintura, logo abaixo do umbigo, por um elástico largo e espesso. Seu comprimento também varia, podendo ir do meio da coxa até além dos joelhos. É um dos únicos que se manteve sendo feito com tecidos macios e brilhantes como o náilon e o cetim.

### Calção demuay thai
Também brilhante e macio e com o mesmo tipo de elástico dos calções de boxe, o modelo do muay thai (ou boxe tailandês) não passa da metade da coxa e possui cavas nas laterias para permitir os esticamento das pernas no encaixe de golpes. Como os de boxe, é fabricado com tecidos sedosos como o cetim e o náilon e normalmente possui inscrições em tailandês na parte da frente.

### Calção de Elastano

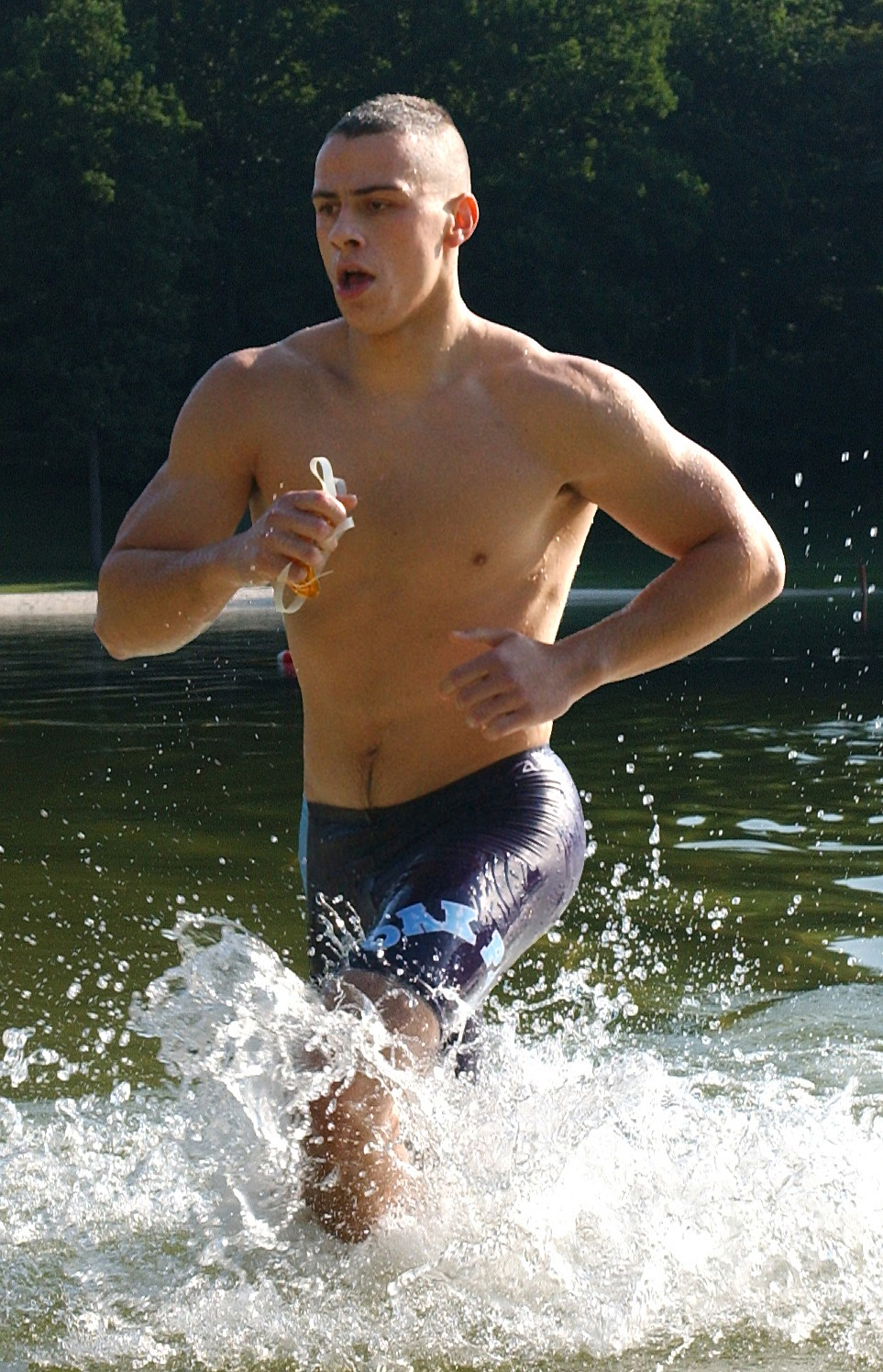
Soldado usando calção de elastano em prática do triatlo.

Apesar do nome, o calção ou a bermuda de elastano difere dos outros não só pelo seu material como pela sua utilidade e pelo seu corte mais justo, feito para ficar colado à pele. Não possui bolsos, cordão ou elástico. Em uniformes esportivos femininos pode ser usado como opção ao shorts básico. Neste caso específico, o calção de elastano é preferencial por considerar-se que confere mais feminilidade em relação a outros modelos mais largos, considerados mais másculos.
Como parte vestuário masculino pode ser usado como roupa de baixo substituindo a cueca sendo usado por cima algum outro tipo de calção durante a prática esportiva.
O calção de elastano também é parte do uniforme de esportes como canoagem, remo e vela e até da natação, neste caso, substituindo a sunga. No caso esportes praticados com bicicleta, o assento na traseira do shorts pode ser acolchoado para proteger do impacto contra o selim. Em ambos os casos o calção de elastano é utilizado por diminuir o atrito com a água ou o ar, melhorando a dinâmica do atleta.

### Hot pants
Categorizado como "calções curtos" e utilizados por mulheres, eles geralmente são shorts apertados feito de algodão, náilon ou outro material e são destinadas a enfatizar as nádegas e as pernas. Apareceram, pela primeira vez, no início do século XX como trajes de banhos, mas numa versão muita mais conservadora e foram popularizadas pela estilista Mary Quant nos anos de 1960 e início da década de 1970.